# دامبرتون
latitudeدامبرتونlongitudeدامبرتون
دامبرتون (به انگلیسی: Dumbarton) یک شهرک در اسکاتلند است که در دونبارتونشر غربی واقع شده‌است.

## خصوصیات
دامبرتون ۲۰٬۵۲۷ نفر جمعیت دارد.